# Albalate de Zorita
Albalate de Zorita é um município da Espanha na província de Guadalajara, comunidade autónoma de Castilla-La Mancha, de área 53,46 km² com população de 813 habitantes (2004) e densidade populacional de 15,21 hab/km².

## Demografia
| Variação demográfica do município entre 1991 e 2004 | Variação demográfica do município entre 1991 e 2004 | Variação demográfica do município entre 1991 e 2004 | Variação demográfica do município entre 1991 e 2004 |
| --------------------------------------------------- | --------------------------------------------------- | --------------------------------------------------- | --------------------------------------------------- |
| 1991                                                | 1996                                                | 2001                                                | 2004                                                |
| 1008                                                | 1010                                                | 888                                                 | 813                                                 |

### Folclore e costumes
A festa de São Braz, na qual se dançam, durante a procissão e diante do santo, seis botargas, acompanhadas por tambores e castanholas. Ligada à celebração se encontra a tradição de repartir uma espécie de pães denominados "caridades" no dia anterior. Estes, segundo a crença popular, têm o poder de curar os problemas de garganta. No dia seguinte se realiza a "Rifa de San Blasillo",onde se sorteiam objetos doados.